# كمب سد دز (حومة انديمشك)
کمب سد دز (بالفارسية: کمپسددز) هي منطقة سكنية تقع في إيران في محافظة خوزستان. يقدر عدد سكانها بـ 167 نسمة بحسب إحصاء 2016.